# Arktikum

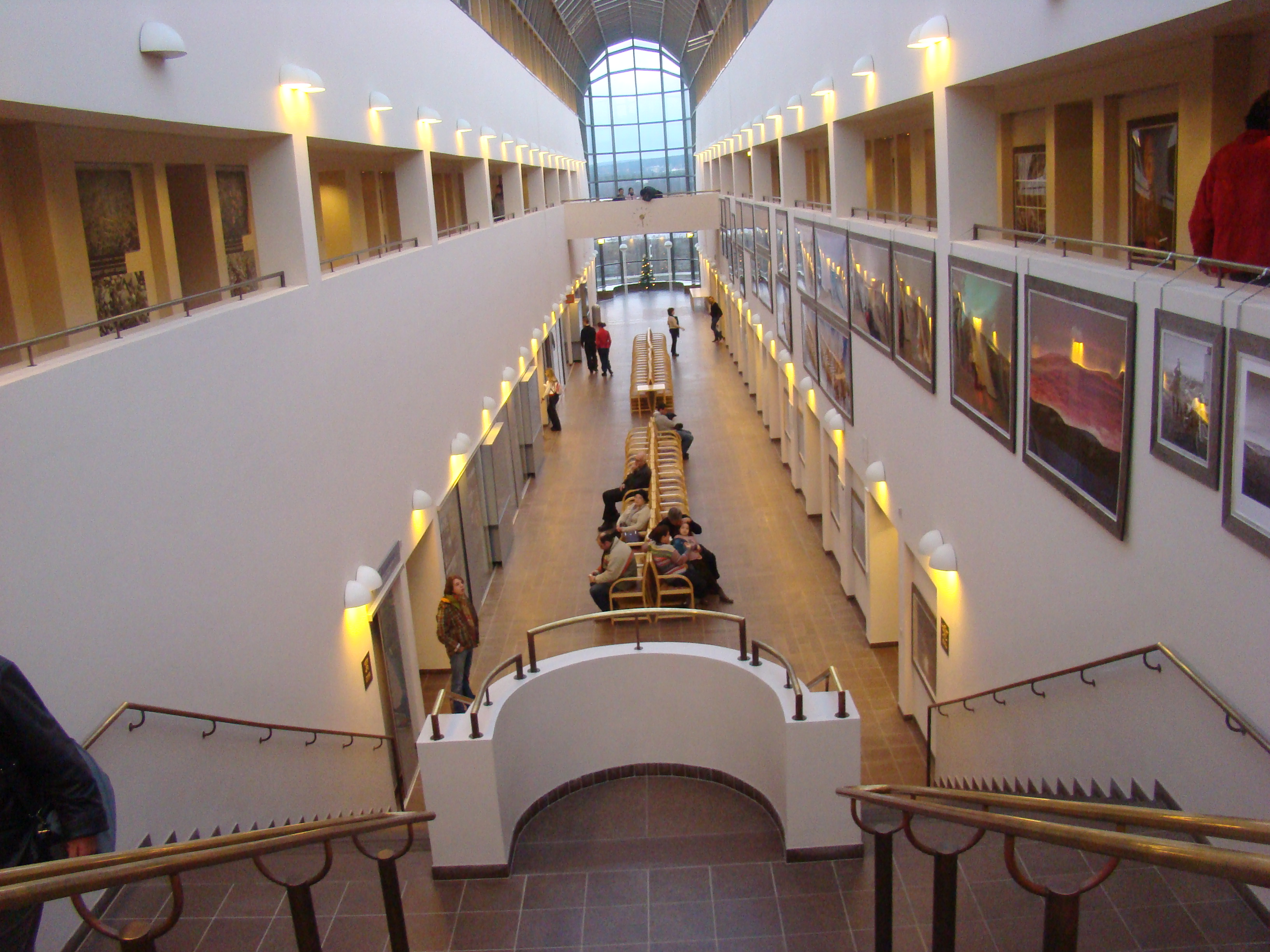
La galerie vitrée vue depuis le foyer central.

L'Arktikum est un musée et un centre scientifique situé au centre de Rovaniemi, en Finlande.

## Présentation
Il rassemble deux institutions distinctes : le Musée arctique de Laponie, et le Centre arctique. 
Des conférences et des rencontres y sont également organisées. On y trouve aussi le café et la librairie Arktikum. Le musée a été ouvert au public le 6 décembre 1992, jour du 75e anniversaire de l'indépendance de la Finlande. L'architecte en est le groupe danois Birch-Bonderup & Thorup-Waade. La nouvelle annexe en forme de croissant a été conçue par Bonderup and Lehtipalo et terminée en automne 1997.
Les matériaux naturels locaux ont été abondamment utilisés. On y trouve ainsi des chaises en peau de renne et pin de Laponie (un bois de résineux exceptionnellement dur en raison de sa croissance lente, due à de courtes saisons "chaudes"). Les sols sont carrelés de granite de Perttaus, le granite le plus dur trouvé en Finlande.
L'essentiel du bâtiment est enterré, rappelant les habitudes des animaux s'abritant sous la neige pendant les froids d'hiver.
Le vitrage extérieur, qui permet d'admirer les aurores boréales depuis l'intérieur du musée, couvre une galerie semi-enterrée de 172 m de long et n'est que la partie visible du musée. Vu à distance, il ressemble à un doigt pointant en direction du nord où il débouche sur le plan d'eau d'un bras secondaire de la rivière Ounasjoki, juste avant la confluence de cette dernière avec le Kemijoki. La galerie qu'il recouvre est coupée transversalement par l'allée Kittilä, de 30 m de largeur.

## Le Centre arctique
Le Centre arctique héberge des expositions permanentes et d'autres ponctuelles sur l'environnement nordique ainsi que les minorités, notamment les Saamis et autres peuples natifs du nord de la Finlande. L'accent est mis sur les droits de ces populations indigènes, ainsi que les langues et les cultures liées à celles-ci. Le Centre arctique offre aussi un service informatif, avec du matériel sur les régions arctiques.

## Le musée de Laponie
Le musée provincial de Laponie montre les traditions des peuples nordiques et raconte l'histoire de la Laponie. Les exhibitions d'artéfacts Saami, dont des vêtements et des instruments de musique, donnent un aperçu des cultures du nord.

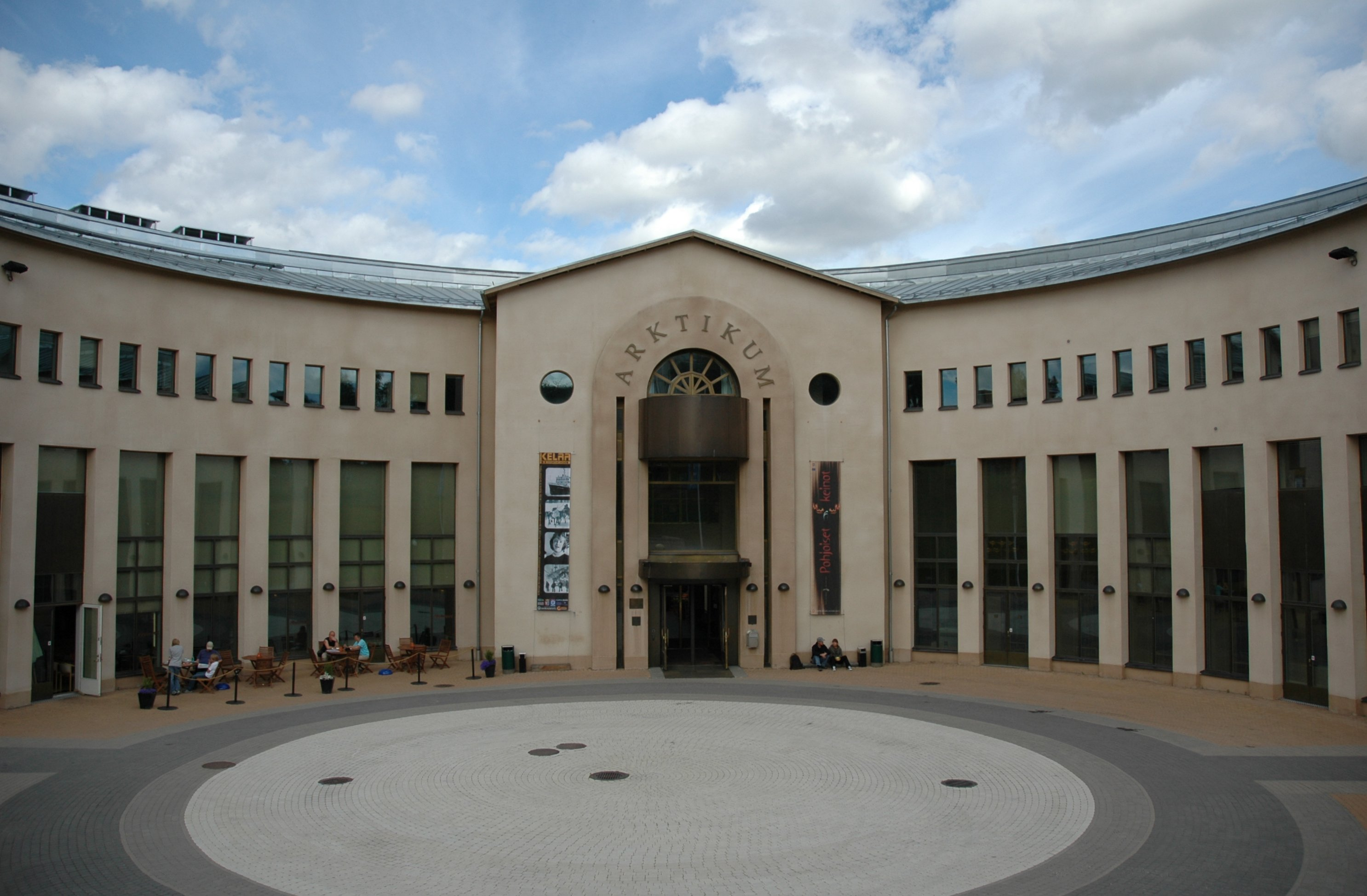
Entrée commune aux deux musées, vue depuis le sud
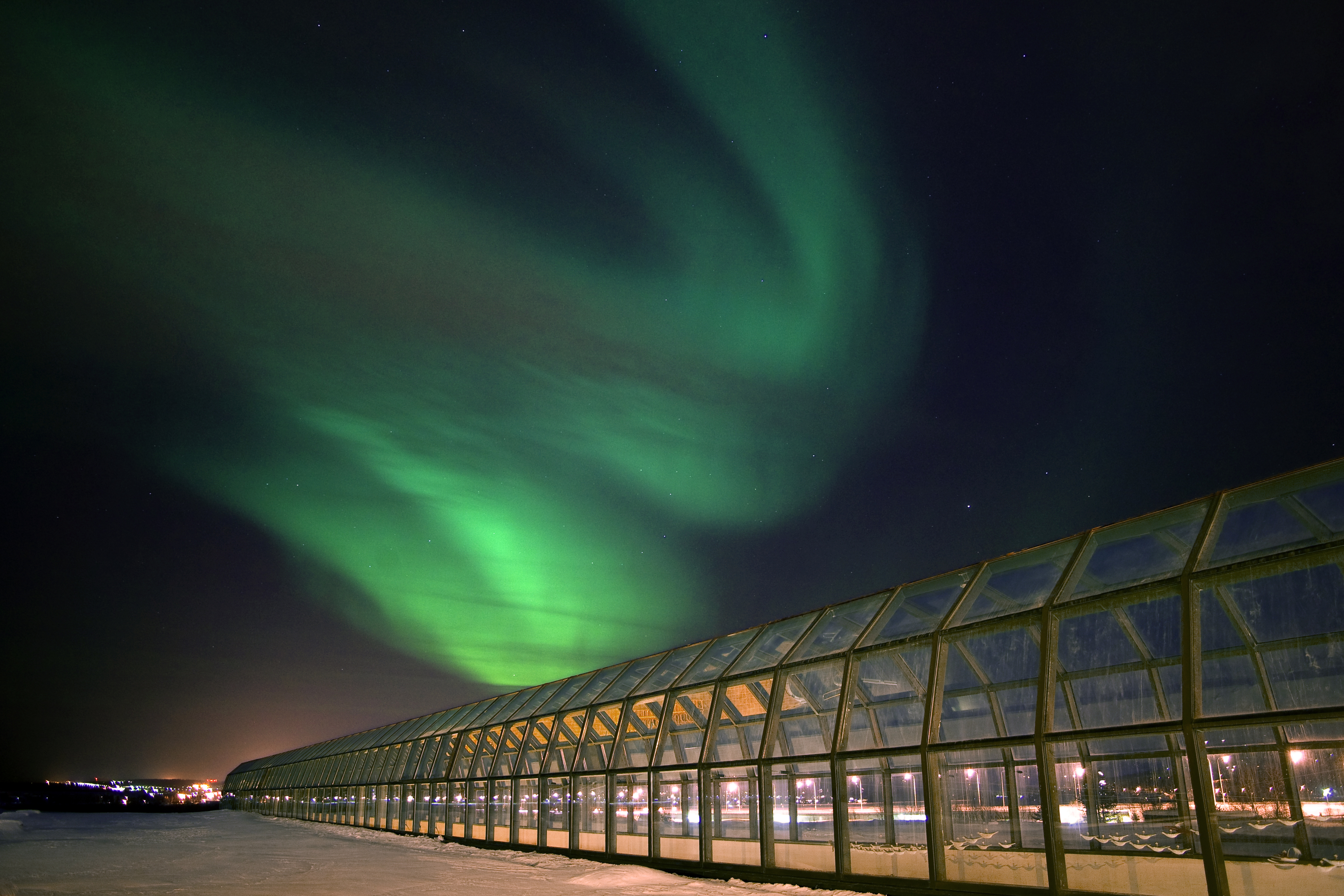
La galerie sous une aurore boréale
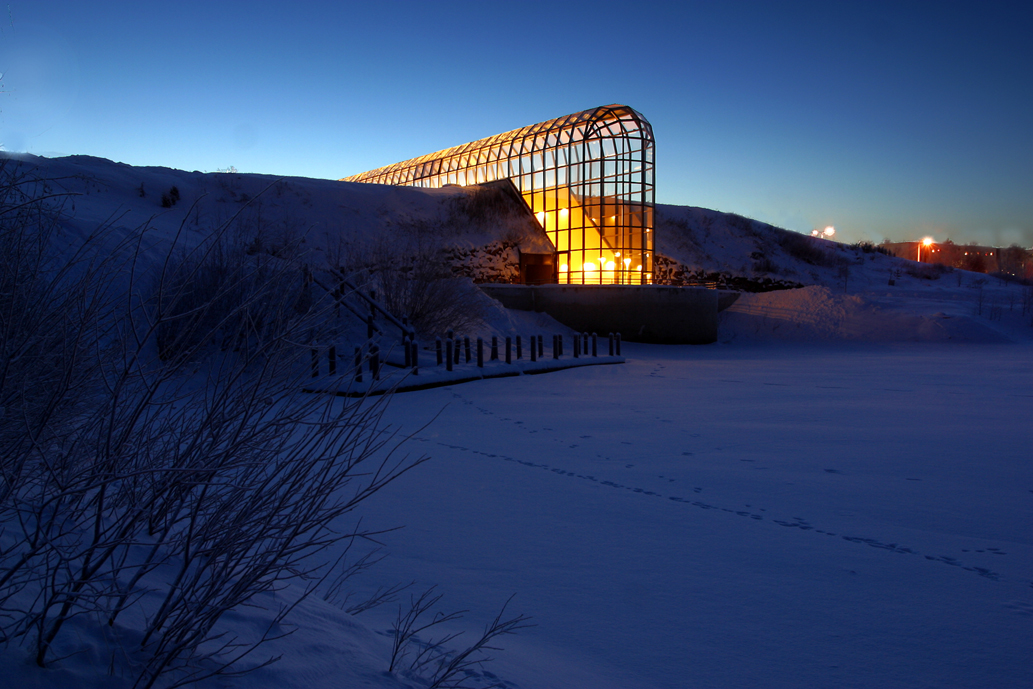
Vue depuis le nord-est, en hiver. Au premier plan, la rivière Ounasjoki

Le musée présente également un aquarium avec des espèces locales :

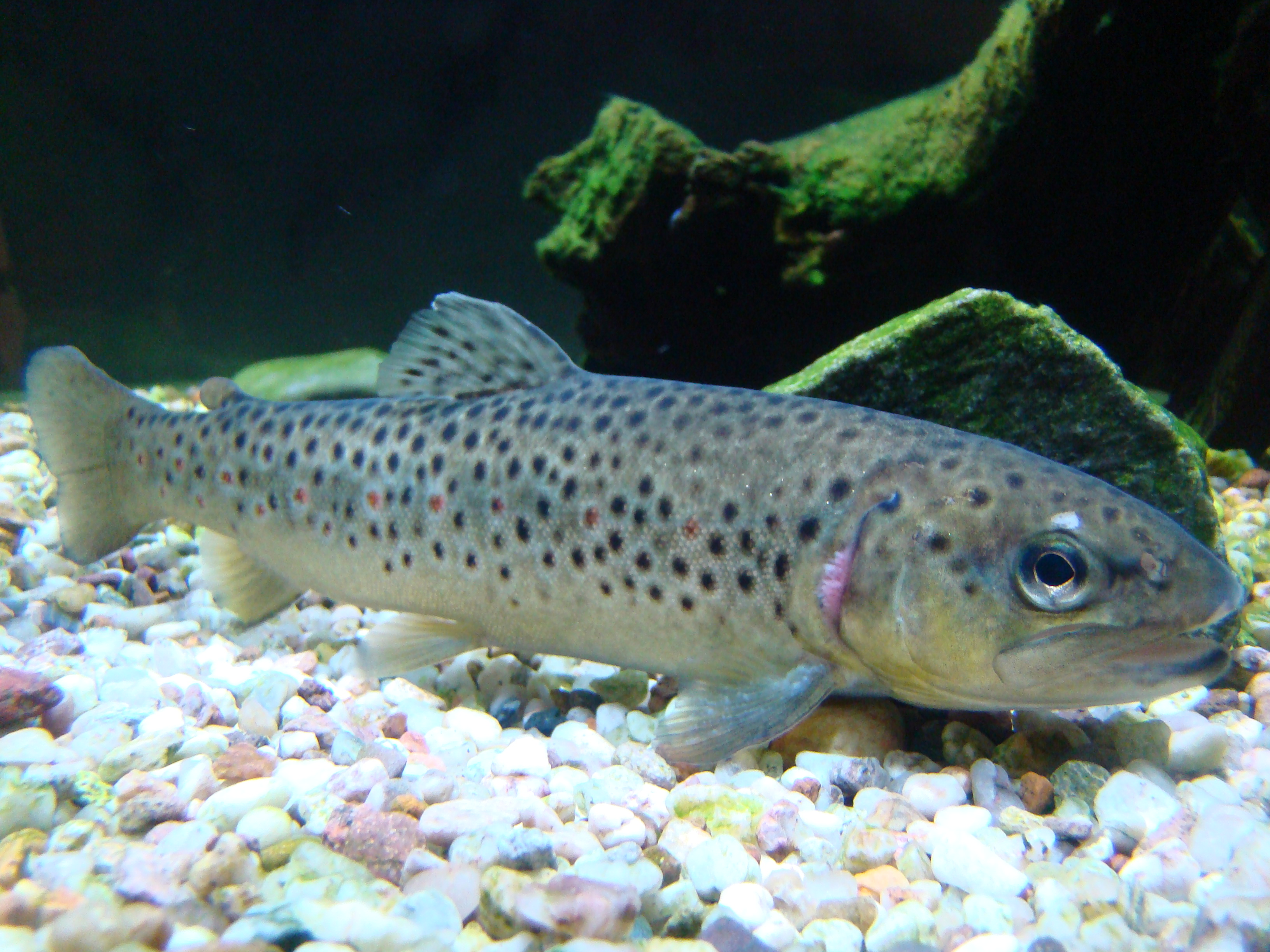
Salmo trutta
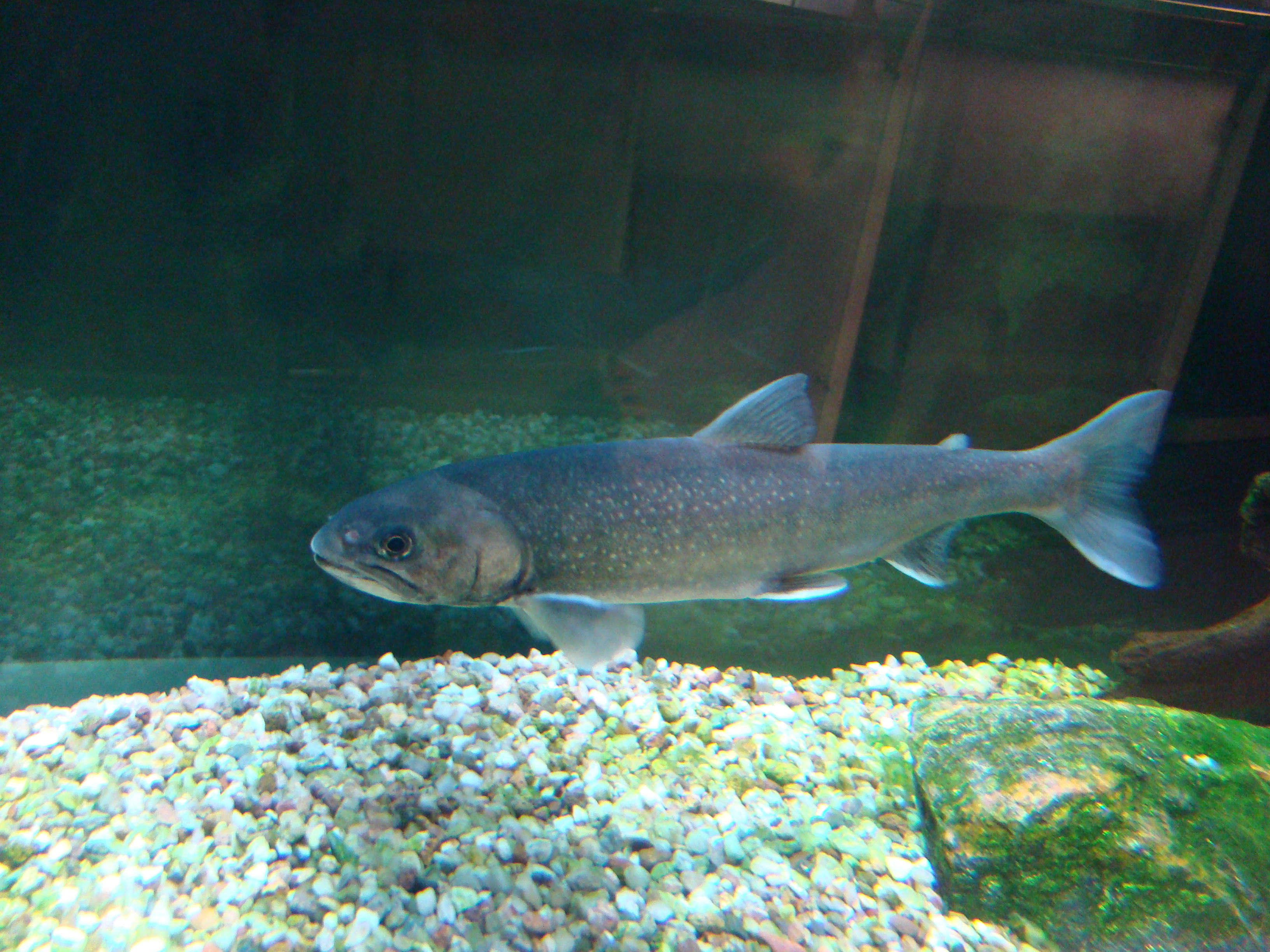
Omble chevalier (Salvelinus alpinus alpinus)